# 短鳍虫鳗
短鳍虫鳗（学名：Muraenichthys hattae）为蠕鳗科虫鳗属的鱼类。分布于日本以及东海等海域，属于近岸性底层鱼类。其一般生活于沙底的滩涂中。该物种的模式产地在日本。

## 扩展阅读
維基物種上的相關：短鳍虫鳗